# UVB-76
UVB-76 – znak militarnej radiostacji fal krótkich, która nadaje na częstotliwości 4625 kHz. W środowisku angielskojęzycznych krótkofalowców jej potoczna nazwa to brzęczyk (ang. buzzer), natomiast wśród rosyjskich krótkofalowców żużżałka (ros. жужжалка). Organizacja ENIGMA zajmująca się nasłuchem i klasyfikacją stacji numerycznych nadała oznaczenie XB, później zmienione na S28. Nadaje krótki monotonny sygnał brzęczenia powtarzany w przybliżeniu 25 razy na minutę przez 24 godziny na dobę. Pierwsze transmisje brzęczenia prawdopodobnie zaczęła nadawać między 1976 a 1982 rokiem.
Na przestrzeni lat stacja miała różne znaki wywoławcze:
- 1997 do 7 września 2010: UVB-76
- 7 września 2010 – 28 grudnia 2015: MDŻB
- 28 grudnia 2015 – 1 marca 2019: ŻUOZ[3].
- 1 marca 2019 – 30 grudnia 2020: ANWF

Obecny znak wywoławczy to NŻTI.

## Normalna transmisja
Stacja nadaje brzęczący sygnał trwający 1,5 sekundy, przerywany na 3–4 sekundy i powtarzany 15–25 razy na minutę. Dawniej minutę przed każdą pełną godziną dźwięk był przerywany, po czym przez kolejne 60 sekund stacja nadawała sygnał ciągły. Obecnie stacja nie emituje sygnału ciągłego. Pomiędzy 07:00 i 07:50 UTC z powodu prac konserwatorskich na głównym nadajniku emisja następuje z nadajnika zapasowego. Czasami stacja zmieniała swoje częstotliwości m.in. na 4585, 4666, 4712, 4753, 9250 kHz.
Buzzer rozpoczął nadawanie prawdopodobnie między 1976 a 1982, początkowo jako zmieniający się dwusekundowy ton, a od 1990 sygnał brzęczenia. 16 stycznia 2003 nastąpiła na krótko zmiana na sygnał o wyższej częstotliwości (20 tonów na minutę) o dłuższym okresie, jednak powrócono do wcześniejszej formy sygnału.
4 stycznia 2022 o 14:47 UTC zastąpiono słynny brzęczyk nowszym tonem, przypominającym co nieco dawny buzzer, lecz 27 stycznia wyłączono nadajnik i o 17:52 UTC przywrócony został dawny brzęczyk.
Od 12 lutego 2023 do 19 listopada 2023 generator Buzzera wydawał dźwięk "charapania". Od 19 listopada generator wydaje dźwięki buczenia.

## Specjalne transmisje
Transmisje głosowe były rzadkie do czasu nagłej aktywności w sierpniu 2010 roku. Zwykle są nadawane na żywo, czasem kobiecym, a czasem męskim głosem w języku rosyjskim i powtarzane. Na przestrzeni lat odnotowano kilkadziesiąt wiadomości. Poniżej podano niektóre z nich.
- 24 grudnia 1997 o 21:00 UTC osoby dokonujące nasłuchu wyłowiły transmisję wiadomości, która brzmiała: Ja UVB-76, ja UVB-76. 180 08 BROMAL 74 27 99 14 – Boris, Roman, Olga, Michaił, Anna, Larysa 7 4 2 7 9 9 1 4.
- 9 grudnia 2002 w eter został wysłany kolejny przekaz, ale głos był zniekształcony. Wiadomość przetłumaczono na: UVB-76, UVB-76. 62691 Izafet 3693 8270.
- 21 lutego 2006 roku o 07:57 UTC miała miejsce inna transmisja głosowa, ale głos był także mocno zniekształcony. Wiadomość częściowo przetłumaczono na: UVB-76, UVB-76. 05 529 FELAK 17 09 08 98 TEPEPSzczIK 95 59 95 59 TPLEABF 95 25 25 9 – 0 5 5 2 9 Fjodor Jelena Leonid Anna Konstantyn 1 7 0 9 0 8 9 8 Tatiana Jelena Paweł Jelena Paweł Szczuka Iwan Konstantyn 9 5 5 9 9 5 5 9 Tatiana Paweł Leonid Jelena Anna Boris Fjodor 9 5 2 5 2 5 9[9]
- 23 sierpnia 2010 roku o 13:35 UTC: UVB-76, UVB-76, 93, 882, NAIMINA, 74, 14, 35, 74, 9, 3, 8, 8, 2, Nikołaj, Anna, Iwan, Michaił, Iwan, Nikołaj, Anna, 7, 4, 1, 4, 3, 5, 7, 4[10].
- 25 sierpnia 2010 roku o 6:54 UTC: UVB-76, UVB-76. 38 527 AKKRECIJa 36 09 55 73[11].
- 5 grudnia 2010 roku o 14:40 GMT+01:00: Michaił Dmitrij Żenja Boris, Michaił Dmitrij Żenja Boris, 13 842, Paweł Roman Jelena Fjodor Jelena Konstantyn Tatiana Ulijana Roman Anna, 48 95 79 68[12].

## Aktywność w 2010
Stacja stała się bardziej aktywna w 2010 roku. W czerwcu 2010 odnotowano krótką przerwę w regularnej transmisji, ale wróciła 6 czerwca.
- 1 września o 4:05 UTC stacja przestała nadawać sygnał brzęczenia. Zamiast tego można usłyszeć cykliczne transmisje w postaci kodu Morse’a, w treści których znajdują się znaki zapytania[13]. Okazały się być interferencją ze stacji M21 nadającą parę kiloherców wyżej.
- 2 września 2010 roku stacja nadawała naprzemiennie sygnał brzęczenia oraz fragment Jeziora łabędziego (Taniec małych łabędzi) Piotra Czajkowskiego[14]. Sporadycznie można było usłyszeć ludzką mowę – najczęściej ciągi liczb odczytywane po rosyjsku. Rzadko pojawiał się dźwięk przypominający odgłos telefonu. Parokrotnie można było usłyszeć wszystkie wymienione dźwięki oraz ludzką mowę jednocześnie. Odbierano również transmisje w kodzie Morse’a, okazały się one jednak dziełem radiowych piratów-żartownisiów[14].
- Od 3 września do 8 września stacja UVB-76 prawdopodobnie nie nadawała. 8 września znów można było odbierać charakterystyczny sygnał stacji, tym razem jednak na dwóch częstotliwościach – 4625 i 4670 kHz. Stacja nadaje w dalszym ciągu, jednak ogranicza się do komunikatów w alfabecie Morse’a oraz sporadycznych komunikatów głosowych w języku rosyjskim. W owych komunikatach stacja przedstawiała się jako MDŻB.
- 8 września 2010 nadano kilka testowych sygnałów typowych dla tej stacji, później stacja wróciła do nadawania pierwotnego sygnału ze zwiększoną mocą.
- Od 9 września do 14 września stacja prawdopodobnie ponownie nie nadawała.
- Od 16 września stacja na krótko powróciła do swojego pierwotnego sygnału, 24 września znów zamilkła.
- 6 października wróciła do nadawania. 15 października przestała nadawać sygnał brzęczenia – zamiast tego można było usłyszeć buczenie. 19 października powróciła do brzęczenia.
- 27 października znowu zamilkła. 4 listopada powróciła, lecz z dłuższym dźwiękiem.
- 11 listopada miała miejsce 32-minutowa rozmowa na żywo[15].

## Aktywność w 2022, 2023 i 2025
23 lutego 2022 UVB-76 pojawiła się ostatnia wiadomość w 2022 roku o treści: ZLD4 MUZhOShYeLK 8227 7153. Dzień po nadaniu tej wiadomości wybuchła wojna rosyjsko-ukraińska i stacja ucichła na ponad rok. 11 grudnia 2022 roku stacja miała problemy z brzęczykiem.
28 stycznia 2023 pojawiła się pierwsza wiadomość od niemalże roku o treści: NZhTI NYeONOVYJ 7643 1756.
2 kwietnia 2023 stacja wróciła do normalnego nadawania.
7 kwietnia 2025 na stacji pojawiła się wiadomość o treści:  NZhTI 20962 BUEROFANT 1552 9234

## Ataki pirackie
Radiostację atakowano m.in. 18 marca 2014 roku przez piratów z Holandii czy w grudniu 2018 roku przez nieznanych piratów (m.in. dźwięki wycia syren czy piosenek rosyjskich). 15 kwietnia 2021 roku nieznany pirat zagłuszał radiostację odtwarzając hymn ZSRR.
W okolicach połowy stycznia 2022 piraci zagłuszali radiostację wysyłając m.in. napisy (po angielsku, rosyjsku, polsku) czy memy obrazkowe zakodowane przez spektrogram. Z czasem odtwarzano utwory m.in. Gangnam Style PSY. Później piraci na prośbę widzów i słuchaczy odtwarzali m.in. The Final Countdown Europe czy też All Star Smash Mouth. Radioamatorzy spekulowali, że część ataków mogła mieć związek z kryzysem rosyjsko-ukraińskim. Ataki pirackie trwały do początku konfliktu na Ukrainie.

## Sprzęt
Stacja jako główny nadajnik wykorzystuje Molniya-2M (PKM-15) i Molniya-3 (PKM-20), a jako zapasowy Viaz-M2. Prawdopodobnie moc nadawcza pierwszego to w 10 kW, a drugiego 2,5 kW (wykorzystywanego między 7:00 i 7:50 UTC). Antena jest horyzontalnym dipolem VGDSh (Nadenenko), wysokim na około 20 metrów.

## Lokalizacja i funkcja
Przez długi czas obecne położenie nadajnika było przedmiotem spekulacji. Poprzednio nadajnik znajdował się w rosyjskiej miejscowości Powarowo (56°05′00″N 37°06′37″E/56,083333 37,110278), w połowie drogi między Zielenogradem i Sołniecznogorskiem – 40 km na północny zachód od Moskwy, niedaleko wioski Łożki. Lokalizacja i znak wywoławczy nie były znane do czasu pierwszej transmisji głosowej z 1997.
We wrześniu 2010 nadajnik został przeniesiony w okolice Pskowa. Może to być powiązane z reorganizacją wewnątrz rosyjskiej armii.
Funkcjonowanie UVB-76 nie zostało potwierdzone przez władze rosyjskie ani oficjalne instytucje powiązane z nadawaniem. Były litewski minister komunikacji stwierdził, że celem transmisji głosowych może być potwierdzenie czujności operatorów stacji odbierających komunikaty.
Inna z hipotez głosi, że jedno z naukowych obserwatoriów bada zmiany w jonosferze nadając sygnał o częstotliwości 4625 kHz, identycznej z UVB-76. Nie wyjaśnia to jednak transmisji głosowych i w kodzie Morse’a.
W 2011 roku grupa miejskich eksploratorów wybrała się do opuszczonych budynków po stacji w Powarowie.
Wyniki wyprawy potwierdziły przypuszczenia, że była tam baza wojskowa. Odnalezione zostały dzienniki radiowe. Prawdopodobnie transmisje głosowe są wykorzystywane do przekazywania rozkazów do jednostek wojskowych.
Ostatecznie w maju 2014 r. udało się odkryć położenie kilku miejsc, z których nadawany jest Buzzer. Od sierpnia 2015 roku Buzzer jest najprawdopodobniej nadawany z 60 Centrum Komunikacji w Kerro Massiv oraz z 69 Centrum Komunikacji w Naro-Fominsku.
Występują także dwie rosyjskie stacje podobne do UVB-76 – „The Pip” oraz „Squeaky Wheel”.